# Lo zio Boonmee che si ricorda le vite precedenti
Lo zio Boonmee che si ricorda le vite precedenti (in thailandese ลุงบุญมีระลึกชาติ, Lung Bunmi raluek chat) è un film del 2010 scritto, diretto e co-prodotto da Apichatpong Weerasethakul.
Basato sul libro del 1983 A Man Who Can Recall His Past Lives del monaco buddista Phra Sripariyattiweti e concepito come ultimo segmento del progetto artistico del regista Primitive, tratta il tema della reincarnazione attraverso il racconto degli ultimi giorni della vita di Boonmee, interpretato da Thanapat Saisaymar. Insieme ai suoi cari, inclusi gli spiriti della sua defunta moglie, Huay, e di suo figlio, Boonsong (che è tornato in una forma non umana), egli esplora le sue vite passate mentre contempla le ragioni della sua malattia. L'opera fu la prima del cinema thailandese – nonché la prima prodotta nella regione del Sud-est asiatico – a vincere la Palma d'oro al Festival di Cannes.

## Trama
Boonmee è un piccolo proprietario terriero che, seppur malato di insufficienza renale, continua a portare avanti le sue coltivazioni degli alberi di tamarindo. Passa gli ultimi giorni di vita nella casa di campagna con Jaai, un immigrato laotiano suo dipendente che si prende cura di lui facendogli le dialisi, a cui si uniscono, appena tornati dalla città, anche la cognata di Boonmee, Jen, e il figlio di quest'ultima, Thong. Boonmee è convinto che la sua ora sia quasi giunta a causa del karma negativo che ha accumulato negli anni, uccidendo i comunisti durante la guerra e milioni di insetti che infestavano le sue piantagioni.
Una sera, mentre cenano nella veranda della casa all'interno del podere, i quattro vedono comparire alla loro tavola i fantasmi di Huay, moglie di Boonmee morta quasi vent'anni prima, e del loro figlio Boonsong, svanito nel nulla tempo prima. Quest'ultimo si presenta sotto forma di una grande scimmia semi-umana dagli occhi rossi e fosforescenti e rivela la sua trasformazione. Inseguendo infatti la passione del padre per la fotografia, aveva cominciato a inoltrarsi nella foresta per fare alcuni scatti. In uno di questi, era riuscito a catturare la visione fugace di una scimmia-fantasma che saltava da un albero all'altro. Sei anni dopo la morte della madre, aveva dunque deciso di seguire un gruppo di queste creature e di accoppiarsi con una di loro. Boonmee, Thong, Jaai e Jen non sono affatto terrorizzati da queste apparizioni: anzi, vi parlano con malinconica serenità, ponendo loro alcune domande riguardo alla vita e alla reincarnazione. Boonsong risponde affermando che la vita non cessa con la morte, ma che essa si trasforma in un infinito ciclo di forme umane, animali e vegetali. Secondo Huay, invece, il paradiso è sopravvalutato e vuoto e gli spettri esistono perché legati non ai luoghi, ma alle persone a loro care ancora in vita.
Il giorno successivo, Boonmee si reca per l'ultima volta in mezzo alle sue piantagioni, aiutando i lavoratori e presentandoli a Jen, che spera possa rilevare la sua attività. La vicenda a questo punto si concentra su una principessa dal volto sfigurato, che durante una passeggiata notturna insieme ai suoi schiavi si ferma presso una cascata con un piccolo lago sottostante. Sullo specchio d'acqua ella vede il suo riflesso cambiare e diventare quello di una bellissima donna, fatto che la getta nella disperazione. In quel frangente respinge anche un suo schiavo che tenta di baciarla e di accarezzarla, asserendo che lui non la ama sul serio e che si comporta in quel modo solo perché lei è la sua padrona. Completamente sola, decide di intonare un triste canto, fino a quando viene sorpresa da un pesce gatto che le parla e le rivela di essere ammaliato dalla sua bellezza. La principessa inizialmente non gli crede, ma poi si spoglia ed entra in acqua, dando in dono allo spirito i suoi gioielli e il suo corpo.
Durante la notte, Boonmee, in compagnia di Jen e Thong, viene condotto dallo spettro di Huay in una grotta. Durante il tragitto, è osservato da alcune scimmie-fantasma nascoste tra gli alberi. Una volta giunto nella caverna egli si stende, preparandosi a morire, con Huay che gli apre il tubicino della dialisi, lasciando che il liquido fluisca sulla terra. Al mattino, Jen e Thong si svegliano vicino al corpo senza vita dell'uomo, senza trovare alcuna traccia di Huay.
La sera dopo il funerale di Boonmee, Thong, diventato un monaco buddhista, non riesce a prendere sonno al suo tempio e raggiunge in una camera d'albergo la madre e la sorella Roong, che stanno intanto contando i soldi ricevuti durante la funzione religiosa. Thong e Jen decidono di andare fuori a mangiare; una volta pronto per uscire, il ragazzo nota però che insieme a Roong, sul letto a guardare la televisione, è presente una versione sdoppiata di lui e la madre.

## Produzione

### Regia
Lo zio Boonmee che si ricorda le vite precedenti venne concepito da Weerasethakul come l'ultima parte di un suo progetto artistico multimediale chiamato Primitive, riguardante la regione nordest della Thailandia (detta Isan) e in particolare il villaggio di Nabua (Nakhon Phanom), situato vicino al confine con il Laos. Le opere precedenti erano un'installazione di sette video, «un ponderoso volume pubblicato in Italia dal periodico Cujo» e due cortometraggi, Phantoms of Nabua e A Letter to Uncle Boonmee, quest'ultimo premiato al Festival internazionale del cortometraggio di Oberhausen del 2009.
Il lungometraggio esplora le tematiche del ricordo, della trasformazione e dell'estinzione, intesa come fine dell'umanità e del cinema stesso, toccando anche la vicenda della violenta repressione del 1965 effettuata sui simpatizzanti comunisti di Nabua da parte dell'esercito thailandese, citata da uno dei protagonisti. Il regista disse che «fa eco agli altri lavori di Primitive, che parla di questa terra Isan con una storia brutale. Non sto tuttavia facendo un film politico, è più come un diario personale» che riguarda principalmente «oggetti e persone che si trasformano o si ibridano».
Il film venne realizzato tramite una coproduzione internazionale tra vari studi cinematografici: in primis quello di Weerasethakul Kick the Machine, seguito dal britannico Illuminations Films, dal francese Anna Sanders Films, dai tedeschi The Match Factory e Geissendörfer Film- und Fernsehproduktion e dallo spagnolo Eddie Saeta. In più, vennero stanziati 3,5 milioni di baht dal ministero thailandese della cultura.

### Sceneggiatura

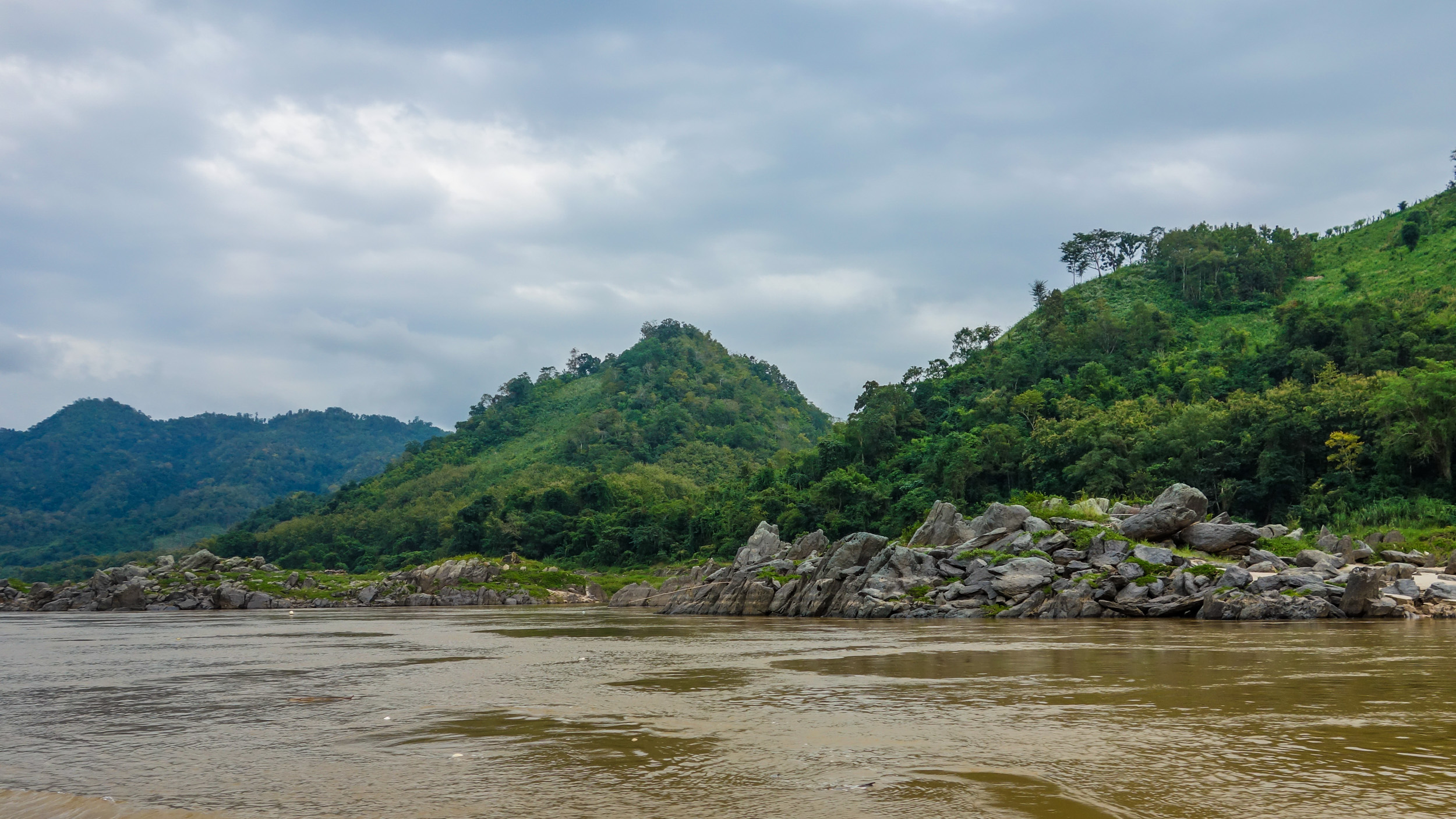
Il letto del Mekong

Un uomo di nome Boonmee si avvicinò a Phra Sripariyattiweti, monaco di un tempio buddista, sostenendo di poter ricordare chiaramente le sue vite precedenti tramite la meditazione. Il monaco restò impressionato dalla sua abilità e scrisse un libro su di lui intitolato A Man Who Can Recall His Past Lives nel 1983, che Weerasethakul conobbe.
Il progetto originale era quello di adattare il romanzo in un film biografico sul protagonista, idea che però venne abbandonata per fare spazio a una storia più personale, pur utilizzando la struttura e il contenuto dell'opera originale come ispirazione. Per immedesimarsi meglio nella vicenda, il regista organizzò un viaggio lungo il fiume Mekong per raccogliere le testimonianze dei tre figli di Boonmee e delle persone che lo incontrarono durante la sua vita. Fu durante questo periodo che si concretizzò l'idea di realizzare un lungometraggio più sulle vite passate e sulla reincarnazione. Nella sceneggiatura vennero inserite poi varie storie che, così come le scenografie, si ispiravano a vecchi programmi televisivi e fumetti thailandesi, che spesso utilizzavano trame semplici e ricche di elementi soprannaturali.

### Riprese
Le riprese si svolsero tra la capitale Bangkok e il nord-est della Thailandia, ovvero la regione Isan, dall'ottobre 2009 al febbraio 2010, un periodo favorevole per le condizioni meteorologiche. Il film venne girato con una pellicola 16 mm, sia per ragioni di budget che per dare al lavoro un aspetto simile al cinema classico thailandese. Il girato risultante occupava sei bobine, ciascuna con scene realizzate con uno stile cinematografico diverso: ad esempio nella prima esse sono simili a un documentario naturalistico, in cui vengono presentati i personaggi e l'ambientazione; Weerasethakul predilesse il piano sequenza, in modo da creare un'atmosfera particolare e far immergere lo spettatore in uno stato onirico. La seconda bobina è ispirata all'estetica delle vecchie fiction thailandesi; nella terza  – contenente la scena ambientata nella coltivazione di tamarindo – v'è di nuovo lo stile documentaristico, con la differenza che vengono usata un'illuminazione con alto contrasto «alla francese». La quarta, con la sequenza in cui viene presentata la principessa, ricorda i film del folclore autoctono, mentre la quinta venne descritta dal cineasta come una combinazione delle due precedenti. L'ultima bobina si riunisce allo stile della prima, in concomitanza col ritorno nel mondo contemporaneo, con riprese lunghe e una luce realistica.
(Apichatpong Weerasethakul)
Weerasethakul spiegò inoltre in un'intervista con il Bangkok Post: «quando realizzi un film sul ricordo e sulla morte, ti rendi conto che anche il cinema la sta affrontando. Lo zio Boonmee è una delle ultime opere girate su pellicola – ora tutti girano in digitale. È il mio piccolo lamento, questa cosa di dividere le sei scene in sei stili».

### Effetti speciali
Per rappresentare il fantasma della moglie di Boonmee, Weerasethakul sfruttò una tecnica rudimentale, impiegata sin dagli inizi del cinema, basata sull'utilizzo di un grande specchio per sovrapporre due piani nella stessa immagine. L'uso delle luci venne invece modellato su quello de Il bacio della pantera di Jacques Tourneur, del 1942: secondo il critico cinematografico Vincent Malausa «come per Shyamalan, la questione dell'apparizione dei fantasmi è posta in totale frontalità (potremmo anche dire: nella sua materialità più arcaica)».

## Colonna sonora
La colonna sonora venne curata da Akritchalerm Kalayanmitr e Koichi Shimizu, che la composero impiegando dei suoni notturni della foresta, della pioggia e di alcuni animali selvatici come uccelli, insetti e bovini. Un estratto, Dawn of Boonmee, venne per la prima volta pubblicato con l'antologia curata da Sub Rosa nel 2010 Metaphors: Selected Soundworks From The Cinema Of Apichatpong Weerasethakul: essa raccoglie alcune composizioni presenti nelle opere di Weerasethakul. Come traccia di chiusura v'è l'unica canzone presente all'interno del lungometraggio, Acrophobia di Penguin Villa, una one-man band costituita dal musicista e produttore Jettamont Malayoda, che curò il missaggio e il mastering con Vannareut Pongprayoon. Il pezzo era stato utilizzato anche nel precedente film del regista, Syndromes and a Century (del 2006), che viene indicato come origine nelle note di provenienza della tracklist.
1. Dawn of Boonmee – 6:12 (Akritchalerm Kalayanmitr, Koichi Shimizu)

1. Acrophobia – 4:27 (Jettamont Malayoda)

## Promozione
Il trailer ufficiale del film venne caricato sul canale YouTube Concrete Clouds l'11 maggio 2010; mentre quello italiano su BiM Distribuzione il 5 ottobre. La première avvenne il 21 maggio in occasione del Festival di Cannes.

## Distribuzione
La distribuzione nel territorio thailandese era incerta; in un'intervista, Weerasethakul disse: «ogni volta che distribuisco un film, perdo dei soldi a causa della pubblicità e della promozione, quindi non sono sicuro ne valga la pena, anche se mi piacerebbe mostrarlo a casa». Tuttavia, il 25 giugno Kick the Machine lo mise in programmazione esclusiva per un mese in una sala di Bangkok, ugualmente a quanto fatto con i lungometraggi precedenti del regista. I diritti per la distribuzione statunitense vennero acquistati dalla Strand Releasing e la pellicola uscì in America il 2 marzo 2011, con una locandina realizzata dal fumettista Chris Ware. In Italia, PCM Audio si occupò del doppiaggio, curato da Giorgio Tausani e diretto da Rodolfo Bianchi.

### Data di uscita

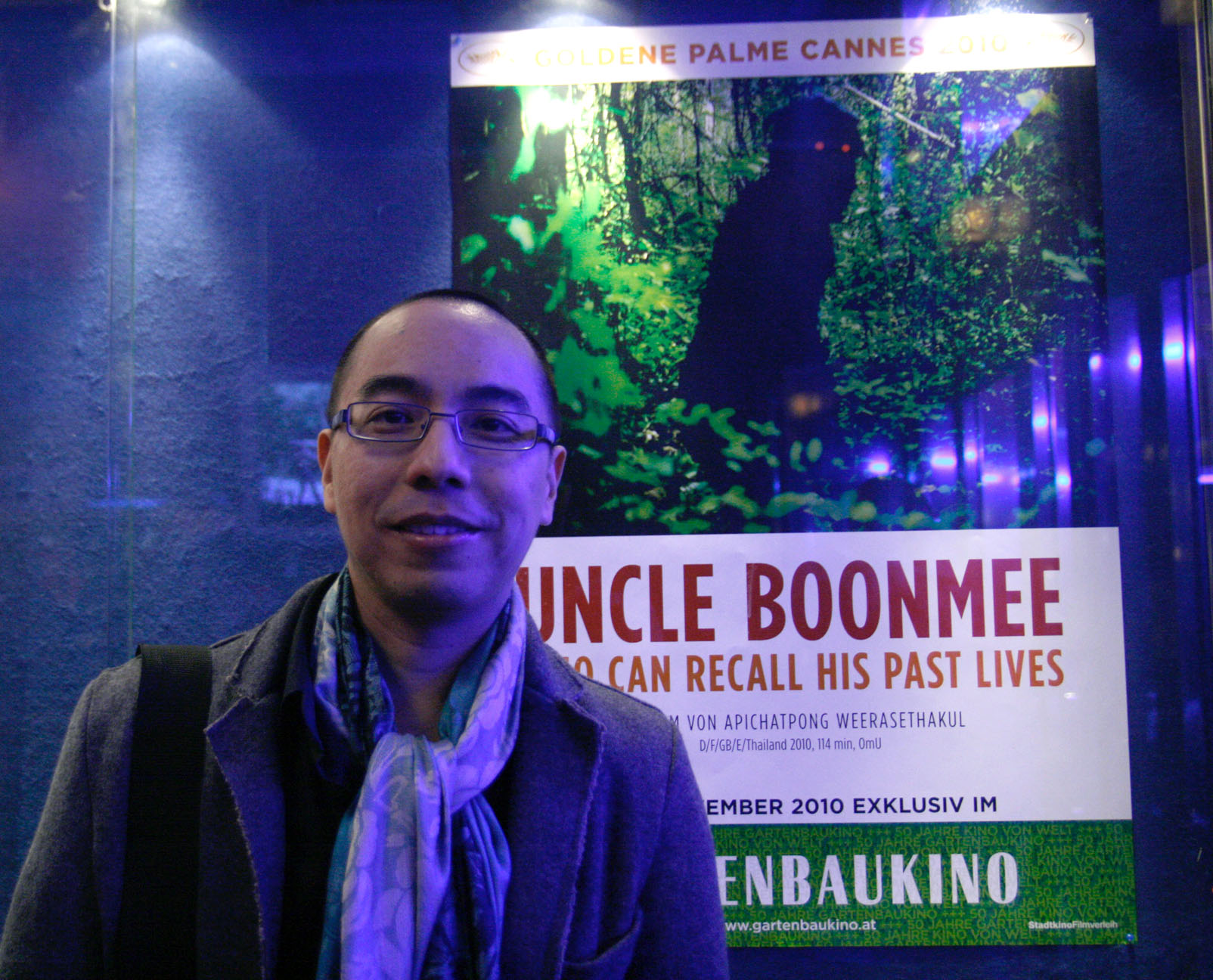
Il regista Apichatpong Weerasethakul al Viennale del 2010

Le date di uscita nelle sale internazionali nel corso del 2010 e del 2011 furono:
- 25 giugno 2010 in Thailandia (ลุงบุญมีระลึกชาติ)
- 1º settembre in Francia e Belgio (Oncle Boonmee, celui qui se souvient de ses vies antérieures)
- 16 settembre in Corea del Sud (엉클 분미)
- 23 settembre Canada (Loong Boonmee raleuk chat)[42]
- 30 settembre in Germania (Uncle Boonmee erinnert sich an seine früheren Leben)
- 15 ottobre in Italia (Lo zio Boonmee che si ricorda le vite precedenti)
- 21 ottobre nei Paesi Bassi
- 22 ottobre in Turchia (Amcam Önceki Hayatlarını Hatırlıyor)
- 4 novembre in Austria
- 19 novembre in Regno Unito e Irlanda (Uncle Boonmee Who Can Recall His Past Lives)
- 26 novembre in Spagna (Uncle Boonmee recuerda sus vidas pasadas)
- 27 novembre in Taiwan (波米叔叔的前世今生)
- 13 gennaio 2011 in Ungheria (Boonmee bácsi, aki képes visszaemlékezni korábbi életeire)
- 21 gennaio in Polonia (Wujek Boonmee, który potrafi przywołać swoje poprzednie wcielenia) e Brasile (Tio Boonmee, Que Pode Recordar Suas Vidas Passadas)
- 27 gennaio in Singapore
- 2 marzo negli Stati Uniti d'America (Uncle Boonmee Who Can Recall His Past Lives)
- 4 marzo in Norvegia (Onkel Boonmee som kan erindre sine tidligere liv) e Messico
- 5 marzo in Giappone (ブンミおじさんの森)
- 31 marzo in Portogallo (O Tio Boonmee que se Lembra das Suas Vidas Anteriores)
- 21 aprile in Argentina (El hombre que podía recordar sus vidas pasadas (Tío Boonme))
- 28 aprile in Russia e nei paesi della CSI (Дядюшка Бунми, который помнит свои прошлые жизни)
- 29 aprile in Svezia (Farbror Boonmee som minns sina tidigare liv)
- 4 agosto in Danimarca (Onkel Boonmee)

### Divieti
In Thailandia il film venne vietato agli spettatori minori di quindici anni ma non fu in alcun modo tagliato; questa mossa fu definita «indulgente» dal quotidiano locale The Nation, poiché altre opere del regista avevano avuto problemi con la censura a causa di alcune scene blasfeme o di nudo, in molti casi similari a quelle presenti in Lo zio Boonmee che si ricorda le vite precedenti: ad esempio in Sut saneha del 2002 venne censurata una sequenza di sesso, mentre in Saeng satawat del 2007 furono eliminate le parti in cui si vedevano un monaco suonare una chitarra o dei medici bere del whisky.

### Edizioni home video
Lo zio Boonmee che si ricorda le vite precedenti venne distribuito sul territorio anglofono per la prima volta in Blu-ray il 29 marzo 2011 da Ais; il 12 luglio di quello stesso anno Strand Home lo rese disponibile in DVD in lingua originale sottotitolata e il 26 in una edizione speciale in Blu-ray doppiata e contenente A letter to Uncle Boonmee. In entrambe le versioni sono presenti anche scene tagliate, trailer e un'intervista con Weerasethakul.

## Accoglienza

### Incassi
Nonostante la vittoria della Palma d'oro, Lo zio Boonmee che si ricorda le vite precedenti non ebbe successo al botteghino: in patria incassò 23 540 $ nel primo weekend di proiezione, per un totale di 184 292 $. Nel resto del mondo i ricavi arrivarono a 1 030 132 $.

### Critica

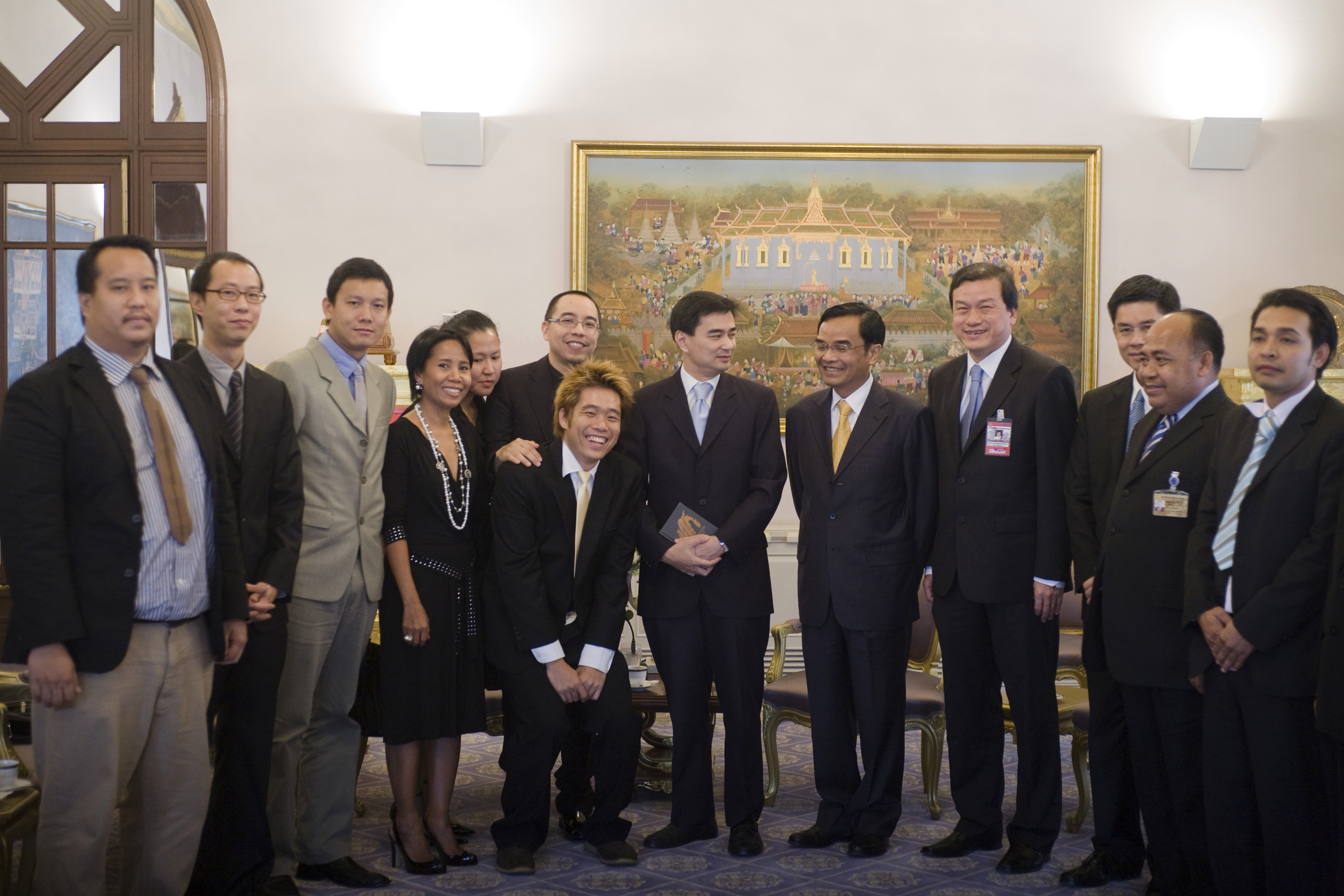
Apichatpong Weerasethakul (sesto da sinistra, in piedi) insieme allo staff di produzione, durante una visita di cortesia al primo ministro thailandese Abhisit Vejjajiva (al centro), 10 giugno 2010

Il lungometraggio venne accolto in maniera molto positiva dalla critica cinematografica: il sito aggregatore di recensioni Rotten Tomatoes riporta che il 90% delle 103 recensioni registrate sono positive, con un voto medio di 7,90 su 10. Il consenso è il seguente: «languido e profondamente enigmatico, il vincitore della Palma d'Oro Lo zio Boonmee rappresenta una versione originale dei fantasmi che ci perseguitano». Su Metacritic ha un punteggio di 87 su 100 basato su 21 recensioni.
Sukhdev Sandhu del The Daily Telegraph assegnò cinque stelle al film, descrivendolo come «un mondo fluttuante [...] che trasmette con successo la sottile ma importante mondanità di questa parte della Thailandia». Mark Adams di Screen International espresse un simile parere, definendolo «una storia magnificamente assemblata, con alcune scene girate con compostezza pittorica sempre più commovente mentre la storia si sviluppa»; aggiunse anche che le scene umoristiche hanno aiutato il ritmo della storia.
Jason Buchanan di AllMovie diede quattro stelle e mezzo su cinque all'opera, descrivendola come una «storia ipnotica»; riguardo all'atmosfera, Jason Solomons di The Guardian la definì «strana, divertente, spiritosa e ondulata»; il collega Peter Bradshaw diede al lungometraggio cinque stelline, ritenendolo pregno di poesia e qualità ed elogiandone il prologo, che secondo lui possiede una «bellezza quasi allucinatoria»; in definitiva, affermò che «è uno di quei rari film che contribuiscono alla somma della felicità umana: ha certamente aumentato la somma della mia felicità». David Jenkins di Time Out gli conferì quattro stelle su cinque, giudicato «incredibilmente edificante» e un degno vincitore della Palma d'Oro.
Franco Marcoaldi della Repubblica affermò che Lo zio Boonmee che si ricorda le vite precedenti è «di un uomo mentalmente libero». Secondo Francesco Alò del Messaggero, per comprendere totalmente il lungometraggio è necessario munirsi di pazienza e concentrazione, in modo da «entrare nella dimensione parallela dischiusa fin dal bellissimo prologo, la fuga notturna di un bufalo nella giungla che tesse come d'incanto una rete fra tutte le forme viventi, uomini, piante, animali»; egli comparò il regista thailandese a «Pasolini e Paradzanov», con la differenza che Weerasethakul aveva effettuato allusioni a «mondi e linguaggi così remoti da rendere arduo decifrare le zone più politiche o visionarie del lungo epilogo». In egual modo Laura, Luisa e Morando Morandini de Il Morandini, valutando al film tre stelle e mezzo su cinque, scrissero: «Per entrare nel film occorre una lettura lenta e distesa, capace di riflettere, senza conoscerla, sulla morte e la metempsicosi nella sua cultura buddista in altalena tra fiaba e cronaca, storia e memoria, allucinazione e magia, horror e fantascienza ribaltata, mondi paralleli, realtà e cinema, tenendo conto che, in termini occidentali, è un film a basso costo. Come inserirsi nel tema della trasfigurazione delle anime tra uomini, animali, piante, fantasmi? Bisogna lasciarsi andare. Noi non ci siamo riusciti». Roger Ebert gli assegnò tre stelle e mezzo su quattro, scrivendo: «Il film è di facile comprensione. L'ho scoperto alla mia seconda visione. La prima volta, in una delle proiezioni stampa mattutine a Cannes, mi aspettavo che si dichiarasse, che parlasse di qualcosa».
Uno dei temi trattati, la reincarnazione, fu oggetto della recensione di Lietta Tornabuoni della Stampa, secondo cui sarebbe affrontato «con naturalezza e profondità»; invece, per Cristina Battocletti (Il Sole 24 Ore), l'opera ha troppi «argomenti sfiorati e lasciati cadere nel nulla dall'artista thailandese: il razzismo e i pregiudizi sui clandestini (qui laotiani), la magia anche nera della natura a confronto con l'algida costrizione cittadina»; proseguì affermando che certe sequenze «restituiscono un senso di umanità spiazzante», le quali rendono il prodotto comunque meritevole di essere visionato. La critica cinematografica francese Danièle Heymann, del settimanale Marianne, apprezzò la rappresentazione «familiare» dei fantasmi, prova che il talento del regista è quello di rendere naturale ciò che è incredibile o incongruo. Mirko Salvini di Ondacinema (in una recensione in cui dà al lungometraggio 7) scrisse che «i fantasmi che visitano il protagonista simboleggiano i ricordi di una vita passata, rivissuti con amarezza ma anche rassegnazione; le altre creature soprannaturali e metamorfiche che si accompagnano alla vicenda dei protagonisti [...] sono filiazioni di una cultura collettiva».
Secondo Jean-Luc Douin del quotidiano francese Le Monde, Lo zio Boonmee che si ricorda le vite precedenti è un film «misterioso, allucinatorio, di una lentezza cerimoniale, che fa appello alla mistica e a emozioni sensuali»; il regista Apichatpong Weerasethakul «è artista imbevuto dai racconti e dalle leggende del suo paese, un creatore buddista che crede nella reincarnazione e tesse legami permanenti tra i vivi e i morti». Louis Guichard di Télérama lo definì «poeta e visionario» aggiungendo che nel film si trovano frammenti dello stile di Jean Cocteau. Stessa idea valse per Jean-Marc Lalanne di Les Inrockuptibles, che vide «dolcezza e beatitudine» nel lungometraggio, affermando che lo stile di Weerasethakul è «ciò che il cinema contemporaneo può offrire di più sfasato e intenso». Il periodico Paris Match, invece, parlò di una «folle audacia visiva e narrativa», che ha permesso alla storia di «raggiungere uno stato di grazia e serenità». Diversi critici misero in risalto nelle loro valutazioni la pregevolezza della scena del lago, in cui è presente l'incontro tra la principessa e il pesce-gatto e che Ebert definì una sequenza «che non si vede tutti i giorni. Ma per una mente abituata all'idea della reincarnazione, deve essere bello incontrare gli spiriti di cui ci si è presi cura, qualunque sia la loro forma attuale».
Il quotidiano Le Parisien reputò la pellicola «spesso bella e noiosa», che «coltiva una stranezza poetica che incanta o respinge». Gabriele Niola di MYmovies.it le diede due stelle su cinque, affermando: «È un peccato che le grandi idee e le impennate sentimentali minimaliste di Lo zio Boonmee che si ricorda le vite precedenti siano affogate da uno stile eccessivamente compassato che affatica lo spettatore e richiede il massimo dell'attenzione. Alcune intuizioni [...] sono degne di miglior causa ma sembrano elementi slegati in un film che sfiora soltanto la grandezza per eccesso di calma». Nella sua recensione, Dario Zonta dell'Unità criticò soprattutto l'adattamento italiano, che secondo lui avrebbe reso «straniante» il film, ma «necessario per una sua congrua commercializzazione»; affermò poi che esso venne proiettato nelle sale italiane «solo perché ha vinto la Palma d'oro».
Ciononostante la rivista cinematografica Cahiers du cinéma selezionò Lo zio Boonmee che si ricorda le vite precedenti per la copertina dell'edizione di giugno 2010 e in cima alla Top Ten di quell'anno, mentre la BBC lo inserì nella propria classifica dei 100 migliori film del XXI secolo, al trentasettesimo posto. In un sondaggio del periodico Sight & Sound, raggiunse la seconda posizione nella lista delle migliori opere del 2010, sotto The Social Network di David Fincher.

## Riconoscimenti

### Presentazione al Festival di Cannes

#### Selezione

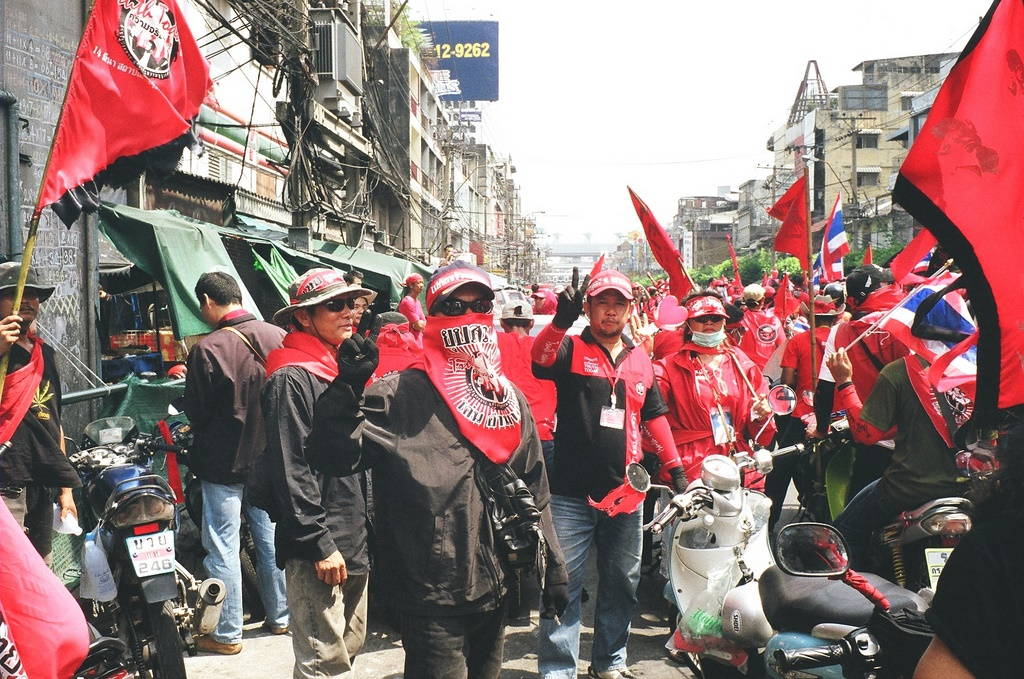
Una protesta delle camicie rosse a Bangkok, aprile 2010

Apichatpong Weerasethakul inviò il lungometraggio al comitato di selezione del Festival di Cannes, ignorando come sarebbe stato percepito e ammettendo di non sapere se «assomiglia[sse] a qualcosa» in grado di attrarre il gusto dei giurati. Pochi giorni prima della presentazione si diffuse la notizia che egli non sarebbe stato in grado di parteciparvi, in quanto Bangkok era nel pieno di uno scontro civile e la rivolta si avvicinava all'aeroporto. Tuttavia, il 19 maggio il regista riuscì a lasciare il paese per la proiezione ufficiale, che si tenne due giorni dopo. L'opera fu la quinta per il cineasta a essere presentata alla manifestazione e la seconda in corsa per la Palma d'oro (dopo Tropical Malady, che vinse il premio della giuria nel 2004).
Nessun distributore francese acquistò i diritti per il film, anche in seguito alla prima a Cannes. Diverse società di produzione, come la Ad Vitam (che si era occupata dell'uscita in sala di Tropical Malady), lessero la sceneggiatura ma non vollero investire nell'opera. Gregory Gajos di Ad Vitam spiegò il suo rifiuto: «mi è piaciuta la sceneggiatura, ma il film non è stato all'altezza delle nostre aspettative. I film di Apichatpong Weerasethakul hanno un supporto critico travolgente, ma connettersi con il pubblico è molto più difficile. Per distribuirli, devi davvero avere la sensazione [di farlo]». Della stessa opinione fu Éric Lagesse, direttore della compagnia Pyramide, il quale disse che la storia gli piacque molto, ma che le vendite dei precedenti film del regista (ad esempio Tropical Malady in Francia aveva attirato solo 25 573 spettatori) non lo incoraggiarono a correre il rischio. Per Charles de Meaux, co-produttore del lungometraggio, questi rifiuti erano prevedibili, come affermato in un'intervista per Le Monde.

#### Opinioni stampa
Lo zio Boonmee che si ricorda le vite precedenti ottenne delle recensioni ottime da parte della stampa. Isabelle Regnier di Le Monde lo definì un film «abbagliante» e meritevole della Palma d'oro, che la redazione di Télérama gli attribuì in maniera simbolica. Justin Chang di Variety e Philippe Azoury di Libération lo descrissero come un lavoro «meravigliosamente pazzo», «delirante e magistrale»; Sukhdev Sandhu del The Telegraph gli assegnò cinque stelle su cinque. Jean-Marc Lalanne di Les Inrockuptibles lo dichiarò «il film più audace e sorprendente del Festival», e analogamente Paris Match lo reputò «la poesia cinematografica più bella del concorso». Per quanto riguarda il cineasta Weerasethakul, Cahiers du cinéma lo descrisse come «uno dei più grandi registi di oggi, e sicuramente il migliore della sua generazione».
Tuttavia, il lungometraggio venne criticato da Le Figaro, che lo definì «pietoso», «interminabile» e «pieno di visioni poco interessanti», e da Yasmine Youssi de La Tribune, che lo considerò «l'opera più astrusa dell'intera selezione [...] certamente onirico, poetico ma anche prodigiosamente noioso».

#### Vittoria della Palma d'oro

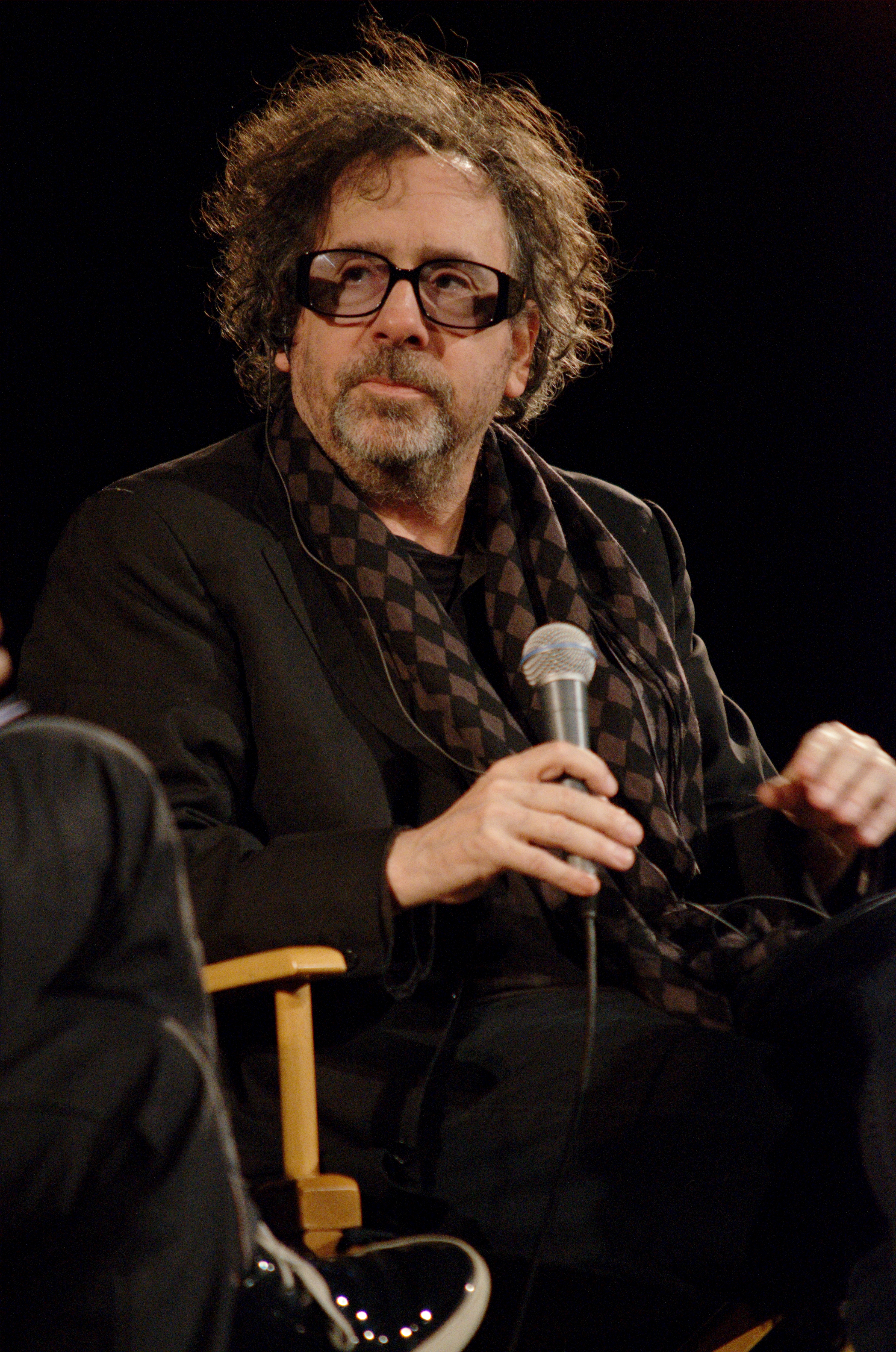
Il regista statunitense Tim Burton presiedette la giuria della 63ª edizione del Festival di Cannes

La mattina della premiazione, il film trovò un distributore: fu lo stesso Éric Lagesse ad acquistarne i diritti quando si iniziarono a diffondere le voci riguardanti una possibile vittoria della Palma d'oro.
(Éric Lagesse, direttore della società Pyramide)
Nonostante i film favoriti per la vittoria del riconoscimento fossero ancora Another Year e The Chameleon, Apichatpong Weerasethakul ricevette il premio da Charlotte Gainsbourg. Alla conferenza stampa successiva alla proclamazione dei vincitori, i quattro giurati – i tre registi Tim Burton, Víctor Erice, Emmanuel Carrère e l'attore Benicio del Toro – difesero la pellicola. L'autore dichiarò: 
(Apichatpong Weerasethakul)

### Premi
Il film fu il primo girato da un thailandese a vincere la Palma d'oro al Festival di Cannes e il primo prodotto in Asia a conquistare tale riconoscimento dal 1997. Venne inoltre selezionato per rappresentare la Thailandia per la categoria del miglior film in lingua straniera ai Premi Oscar del 2011, non riuscendo però a rientrare tra i finalisti.
- 2010 – Festival di Cannes
  - Palma d'oro[87]
- 2010 – Festival internazionale del cinema di Dubai
  - Miglior fotografia
  - Candidatura per miglior film
- 2010 – Dublin Film Critics Circle Awards[88]
  - Candidatura per miglior film
  - Candidatura per miglior regista
- 2010 – Toronto Film Critics Association[89]
  - Miglior film in lingua straniera
  - Secondo classificato per la migliore sceneggiatura
- 2011 – Asian Film Awards
  - Miglior film[90]
- 2011 – BBC Four World Cinema Awards
  - Candidatura[91]
- 2011 – Chicago International Film Festival
  - Silver Plaque[92]
- 2011 – Cinema Eye Honors Awards
  - Candidatura per l'Heterodox Award[93]
- 2011 – Independent Spirit Awards
  - Candidatura per miglior film straniero[94]
- 2011 – International Cinephile Society Awards
  - Miglior film non pubblicato nel 2010[95]
- 2011 – London Critics Circle Film Awards[96]
  - Candidatura per miglior film in lingua straniera dell'anno[97]
  - Candidatura per miglior regista dell'anno[97]
- 2011 – RiverRun International Film Festival[98]
  - Premio Peter Brunette per il miglior regista
- 2012 – International Cinephile Society Awards[99]
  - Candidatura per miglior film
  - Candidatura per miglior film non in lingua inglese
- 2011 – Thailand National Film Association Awards[100]
  - Miglior sonoro
  - Candidatura per miglior attrice non protagonista (Jenjira Pongpas)
  - Candidatura per miglior fotografia
- 2012 – Online Film Critics Society
  - Candidatura per miglior film straniero[101]
- 2012 – Premio Chlotrudis[102]
  - Candidatura per miglior fotografia
  - Candidatura per tesoro nascosto